# Slaget vid Nikopolis
Slaget vid Nikopolis (turkiska:Niğbolu Savaşı, ungerska:Nikápolyi Csata, rumänska:Bătălia de la Nicopole) ägde rum den 25 september år 1396 mellan en osmansk styrka på ungefär 20 000 man och en något mindre kristen styrka.
Erfarna elitsoldater från Kungariket Ungern, Bulgarien, Heliga romerska riket, Frankrike, Valakiet, Polen, Kungariket Skottland, Gamla Schweiziska edsförbundet, Tyska orden, republiken Venedig, republiken Genua, Johanniterriddarna och ett antal moldaviska trupper samlade sig för att möta osmanerna nära den välbefästa fästningen i Nikopolis. Detta brukar räknas som det sista stora korståget under medeltiden och samtidigt ett av de mest förödande för det kristna Europa. 

## Bakgrund
Under 1300-talet genomfördes många korståg, i vilka de kristna i regel led nederlag mot de osmanska styrkorna. Kristendomen hade även tappat sitt inflytande i Nordafrika i och med att de år 1390 drevs bort från Tunisien. Efter den osmanska segern vid slaget på Trastfältet år 1389 låg nästan hela Balkan under osmansk flagg. Under denna tid började även det Bysantinska riket, som redan förlorat stora landområden till osmanernas förfäder, seldjukerna, att pressas ytterligare av de osmanska anfallen.
Allmän oro och rädsla för osmanerna spreds i Europa; kungariket Ungern kände oro för att bli attackerat, republiken Venedig var rädd att tappa inflytandet över Adriatiska havet, Joniska havet och Egeiska havet, republiken Genua var orolig för att osmanerna skulle konfiskera floden Donau och kolonier som Sinop, Caffa och Amasra. Flera länder i Europa började känna av den osmanska stridselden, och 1394 förklarade påven Bonifatius IX ett nytt korståg mot osmanerna, i vilket flera länder kom att delta.

## Slaget
Den 25 (eller 28) september stod den osmanska armén beredd mot den stora kristna armén. Fransmännen avrättade av okända skäl alla de osmanska fångar de fick tag på efter att den kristna armén överrumplat en by. Den ungerske kungen Sigismund befann sig i centrum av en massiv trupp av tungt beväpnade ungrare och tyskar. Mircea den äldre skapade en höger- och en vänsterflygel av tungt valakiskt kavalleri på ungefär 8 000 man. Den turkiska sultanen Bayezit I, som endast hade en liten rank av soldater – mestadels bestående av hans vakter – befann i underläge då han stötte på motstånd från en mängd valakiska och moldaviska trupper. Grundstrategin i detta slag var att övermanna osmanerna så gott som det bara gick.
Den första anfallsvågen från det franska elitkavalleriet misslyckades, då den hejdades av träpålar. Men den andra vågen lyckades ta sig genom pålarna, och möte då ett lätt beväpnat osmanskt infanteri. Osmanerna höll stången ända tills de blev numerärt totalt underlägsna. Fransmännen lyckades dräpa de få osmaner som återstod av fronten, men de krossades å sin sida efter att janitsjarerna och sipahierna därpå anfallit. De flyende fransmännen, varav en var Jean de Vienne, kom inte långt då de dräptes under flykt. Ytterligare trupper, främst bestående av schweizare och johanniterriddare, anfölls av sipahierna och tvingades ta till flykten. Det ottomanska Akinci-kavalleriet överrumplade de tungt beväpnade polackerna, som greps av panik och lyckades fly över till Sigismunds kraftiga regementen, som nu mestadels utgjordes av de valaker som överlevt, tyskar, johanniterriddare, schweizare, italienare, engelsmän, skottar. Sigismund anföll Bayezit och hans män, som förmodligen mestadels bestod av janitsjarer, sipahier och vakter. Trots att Sigismunds regementen var fyra gånger så många som osmanerna, lyckades dessa krossa regementet i närkamp. Sigismund chockades och lyckades fly undan till ett italienskt skepp med hjälp av Hermann II av Cilli. 

## Efterverkningar
Efter slaget beordrade Bayezit att minst 5 000 fångar skulle avrättas, detta som vedergällning för den massaker fransmännen utfört mot oskyldiga osmanska fångar i Rahovo. Han skonade de yngsta eftersom dessa skulle komma att ingå i den lägre ranken av armén. 
Detta ledde till bristande entusiasm att genomföra vidare korståg. Korstågen fortsatte dock i Spanien mot araberna, där de blev mer framgångsrika. Stora försvarsstyrkor användes till att förhindra en fortsatt osmansk expansion i Europa, men osmanerna fortsatte sin aggressiva framfart. Ytterligare en kristen allierad armé besegrades i slaget vid Varna av en större osmansk armé år 1444 då främst Ungern och Valakiet stått mot turkarna. Därefter erövrade sultanen Mehmet II Konstantinopel år 1453. Det osmanska riket nya maktställning i sydöstra Europa cementerades därmed.